# 鄭浩恆
鄭浩恆（Cheng Ho Hang Billy，1993年2月10日—），生於香港，香港籃球運動員，司職控球後衛，現時效力香港甲一組籃球聯賽球隊南華。

## 籃球生涯
鄭浩恆生於香港，是一位左手將的控球後衛，於1歲便移民加拿大，在2015年5月獲香港甲一班霸南華邀請加盟。直到球季完結後，返回加拿大繼續學業，並於2016年夏天再獲南華邀請回歸，2017年10月30日，鄭浩恆隨隊南華到厦門參加第三屆國際大學生籃球邀請賽，協助南華以5連勝姿態取得冠軍，而他更膺賽事最有價值球員，

## 國際賽生涯
2018年7月29日，鄭浩恆首度獲香港籃球代表隊徵召，出戰印尼雅加達亞運會。

## 外部連結
- 鄭浩恆在Eurobasket.com（球員）（英语）